# Verri Flac
Marc Verri Flac (Marcus Verrius Flaccus, 55 aC-20) va ser un gramàtic i professor romà de la segona meitat del segle i aC que va florir sota els regants d'August i Tiberi. Va tenir la protecció d'August que li va encarregar l'educació dels seus nets Gai Cèsar i Luci Cèsar. Va morir a una avançada edat durant el regnat de Tiberi al segle i. Se li va dedicar una estàtua a Praeneste situada en un lloc ben visible per totes les persones que anaven al fòrum de la ciutat.

## Vida
Va ser un llibert, i la seva manumissió es creu que es va deure a Verri Flac, una autoritat en dret pontifici, però per raons cronològiques s'ha suggerit el nom de Verani Flac com la persona que el va manumitir, un escriptor d'auguris. Es va guanyar tal reputació pels seus mètodes d'instrucció i pel seu llatí pur que va ser convocat a la cort per educar-hi a Gai Cèsar i a Luci Cèsar, els nets d'August. L'emperador el va fer instal·lar al seu palau on, en una gran sala seguia donant lliçons als seus antics alumnes, però no se li va permetre agafar alumnes nous després de convertir-se en preceptor dels joves Cèsars. El seu salari es va incrementar en gran manera.

## Obres
Va escriure els Fasti Verriani, un calendari de dies de festa i de negocis (dies fasti, nefasti, i intercisi) festivals religiosos, triomfs, etc. Un exemplar parcial dels quals es va poder reconstruir de diverses peces trobades a les excavacions de Praeneste.
Altres obres que se li atribueixen són: 
- Una col·lecció històrica de nom Rerum Memoria Dignarum de la qual Aule Gel·li cita el llibre primer i diu que era una història dels Harúspex etruscs que van donar auguris negatius sobre Roma
- Una història etrusca, Rerum Etruscarum
- Un tractat, De Orthographia, que va provocar les ires i una rèplica del mestre rival Escriboni Afrodisi
- Saturnus, o Saturnalia
- De Obscuris Catonis, sobre els arcaismes usats per Cató.[1]